# Lonicera longiflora
Lonicera longiflora är en kaprifolväxtart som först beskrevs av John Lindley, och fick sitt nu gällande namn av Dc. Lonicera longiflora ingår i släktet tryar, och familjen kaprifolväxter. Inga underarter finns listade i Catalogue of Life.